# Jomo Kenyatta
Jomo Kenyatta, cuyo nombre original era Kamau wa Ngengi (Ichaweri (Gatundu), 20 de octubre de 1897-Mombasa, 22 de agosto de 1978), fue un político keniano, el primer ciudadano de Kenia en ser nombrado primer ministro (entre 1963 y 1964) y presidente (entre 1964 y 1978) tras la independencia de ese país. Es considerado el padre fundador de Kenia.
La Comisión de la Verdad, Justicia y Reconciliación de Kenia reportó en 2013 que Kenyatta usó su autoridad para asignarse a sí mismo y a su familia grandes extensiones de tierras del país. La familia Kenyatta se encontraba a principios del siglo XXI como una de las mayores terratenientes del país.

## Juventud
No se conoce con seguridad su año de nacimiento: se sugiere que pudo haber sido en 1897. Tras la muerte de sus padres cuando era niño, ayudó a su abuelo, que practicaba la medicina tradicional. Asistió al colegio en el Scottish Mission Centre (Centro de la Misión Escocesa) en Thogoto y se convirtió al cristianismo en 1914 con el nombre de John Peter, que más tarde cambiaría por Johnstone Kamau. Durante la Primera Guerra Mundial vivió con parientes Maasai en Narok y trabajó como oficinista.
En 1920, contrajo matrimonio con Grace Wahu y trabajó en el departamento de aguas del ayuntamiento de Nairobi. Su hijo Peter Muigai nació el 20 de noviembre. Al año siguiente, en 1921, empezaría a ser conocido como Johnstone Kenyatta, debido a que empezó a llevar a su trabajo y a la corte de Nairobi (donde protestaba contra los abusos de la ley de tierras que desterraba a los kikuyus),[cita requerida] un atuendo tradicional tribal con un cinturón de cuentas conocido popularmente como 'kenyatta'. Comenzó su carrera política en el año 1924 cuando se incorporó a la Kikuyu Central Association (KCA, Asociación Central Kikuyu). En 1928, comenzó a editar el periódico Muigwithania (‘reconciliador’).

## Estancia en el extranjero
En 1929, la KCA envió a Kenyatta a Londres para apoyar sus puntos de vista sobre los asuntos de las tierras ancestrales kĩkũyũ. 
Kenyatta es recibido por la Unión de los estudiantes de África del oeste, asociación inspirada por el pensamiento de Marcus Garvey, que le ofrece la hospitalidad. Es acompañado por Isher Dass, militante anticolonialista de origen indio, que lo pone en contacto con la Liga contra el imperialismo y el Partido comunista de Gran Bretaña. Sus artículos sobre las rebeliones negras son publicados por la revista comunista Sunday Worker. En 1931, volvió al Reino Unido y se matriculó en el centro de estudios Woodbrooke Quaker College, de Birmingham.
Entre 1932 y 1933, estudió brevemente Economía en Moscú hasta que su patrocinador, el radical de Trinidad George Padmore, es excluido de la Internacional comunista por «tendencia a la unidad de raza contra la unidad de clase» y deja la Unión Soviética, lo que obligó a Kenyatta a volver a Londres. Kenyatta se distancia del movimiento comunista, del que era cercano solo debido a una oposición común al colonialismo, debido a la actitud hostil de Padmore y de sus camaradas comunistas hacia ciertas prácticas tribales (una campaña contra la circuncisión femenina en las colonias se había lanzado en los años 1930).
En 1934, se matriculó en el University College de Londres, y en 1937 cursó Antropología en la London School of Economics. Durante esta época, continuó su activismo a favor de los derechos sobre las tierras de los kĩkũyũ. En 1936, tras una reunión de miembros del KCA en Londres, decidió despojarse de todos los elementos coloniales y cambió su nombre bautismal de Johnstone por "Jomo", una palabra en lengua kikuyu que significa 'lanza ardiente'. Escribió Facing Mount Kenya ("Frente al monte Kenia") en 1938 bajo su nuevo nombre Jomo Kenyatta. Durante la Segunda Guerra Mundial, trabajó en una granja británica y como actor de cine, protagonizando la película Sanders of the river junto a Paul Robeson. Contrajo matrimonio con la inglesa Edna Clarke, que dio a luz a su hijo Peter Magana en 1943. Más adelante, Kenyatta la abandonó.

## Regreso a Kenia
En 1946, Kenyatta fundó la Pan-African Federation (Federación Panafricana) con Kwame Nkrumah. Ese mismo año, regresó a Kenia y se casó por segunda vez, con Grace Wanjiku. Se convirtió en director del centro de formación de profesores Kenya Teachers College. En 1947 fue elegido presidente de la Kenya African Union (KAU, Unión Africana de Kenia). Comenzó a recibir amenazas de muerte de colonos blancos.

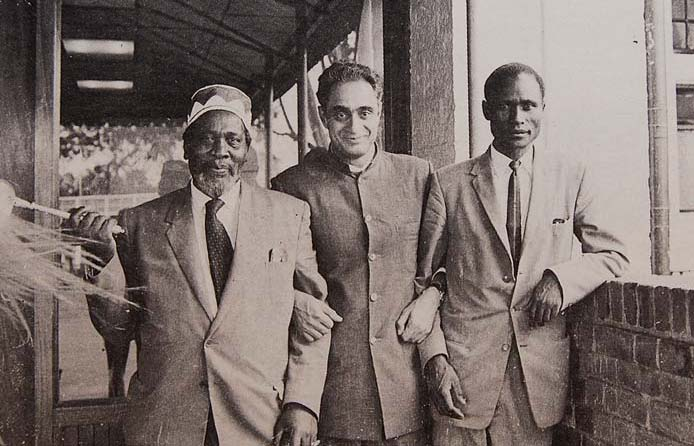
El líder keniano Jomo Kenyatta (1897-1978), que sostiene un chámara para abanicarse y espantar insectos, el embajador indio Apa Sahib (1912-1992) y el líder keniano Achieng Oneko (1920-2007). Fotografía de 1948-1952.

Grace Wanjiku murió durante un parto en 1950 cuando dio a luz a su hija Jane Wambui. En 1951, Kenyatta se casó con Ngina Muhoho.
Su reputación ante el Gobierno británico se deterioró con la rebelión de los Mau Mau. Fue arrestado en octubre de 1952, acusado falsamente de organizar a los Mau Mau, y el 8 de abril de 1953 fue condenado a prisión y trabajos forzados. La opinión generalizada en aquella época lo vinculaba a los Mau Mau[cita requerida], pero investigaciones posteriores parecen desmentir esa vinculación. Kenyatta permaneció en la cárcel hasta 1961. Fue entonces enviado al exilio en Lodwar, una zona remota de Kenia. Las autoridades británicas esperaban apoyarse personalidades moderadas, como Kenyatta, para conservar su influencia sobre sus antiguas colonias.

## Presidencia
En diciembre de 1960 se levantó el estado de emergencia. En 1961, los dos partidos sucesores del antiguo KAU, la Kenya African National Union (KANU, Unión Nacional Africana de Kenia) y la Kenya African Democratic Union (KADU, Unión Democrática Africana de Kenia) exigieron la liberación de Kenyatta. El 14 de mayo de 1960, Kenyatta fue elegido presidente de la KANU in absentia. Fue liberado definitivamente el 21 de agosto de 1961. Al año siguiente se incorporó al Consejo Legislativo cuando un miembro le entregó su escaño, y contribuyó a la redacción de la nueva Constitución. Su intento de reunificar la KAU fracasó[cita requerida]
En las elecciones de mayo de 1963 la KANU de Kenyatta obtuvo 83 escaños de un total de 124. El 1 de junio, Kenyatta fue nombrado primer ministro del gobierno autónomo keniano, y fue conocido como mzee (una palabra suajili que significa ‘hombre mayor’). En este momento, pidió a los colonos blancos que no abandonaran Kenia y apoyó la reconciliación nacional. [cita requerida]Conservó el cargo de primer ministro cuando se declaró la independencia el 12 de diciembre de 1963. En 1964, Kenia se convirtió en una república, y Kenyatta pasó a ser jefe de Estado. S
u Gobierno impulsó en el Parlamento una enmienda constitucional que convertía a Kenia en un Estado de partido único, recurriendo para ello a medidas represivas, que incluía la tortura y las detenciones arbitrarias de oponentes.
El régimen puso fin inmediatamente a las esperanzas de los independentistas de redistribuir las tierras: las tierras fueron compradas a los colonos que querían irse y vendida a los kenianos que podían permitírsela, brindando privilegios al capital británico y  la inversión extranjera. La elección de una economía de mercado fortalece a una clase de capitalistas locales a expensas de los antiguos rebeldes, de los que Kenyatta dice: "No dejaremos que los gángsters gobiernen Kenia, el Mau Mau era una enfermedad que ha sido erradicada y que debemos olvidar para siempre". Testigo de esta orientación, el periódico conservador británico The Economist le dedicó en 1965 un artículo elogioso titulado "Nuestro hombre en Kenia".
Kenyatta Introduce un régimen de partido único. El presidente practica una política autoritaria y clientelista para asegurar la unidad nacional. Sin embargo, según el historiador británico John Lonsdale, Kenyatta perpetúa la herencia colonial que «instituye un Estado y no una nación». Su poder reposa sobre «un feudalismo étnico [...] con su contrato desigual de vasallaje».
La política de Kenyatta mantuvo a muchos de los antiguos funcionarios coloniales británicos en sus puestos. En 1963 con la ayuda de las tropas británicas sofoca las revueltas somalíes en el nordeste y una rebelión militar en Nairobi en enero de 1964. Algunas tropas británicas permanecieron en el país tras la independencia. El 10 de noviembre de 1964, los representantes de la KADU se incorporaron a las filas de la KANU, formando un único partido.
Kenyatta  supervisó la incorporación de Kenia a las Naciones Unidas, y cerró acuerdos comerciales con la Uganda de Milton Obote y con la Tanzania de Julius Nyerere. Siguió una política internacional no alineada. A pesar de sus muchos éxitos, su política autoritaria levantó críticas y rechazo.
Kenyatta fue reelegido en 1966 y al año siguiente adquirió nuevos poderes. Durante este nuevo mandato, se agravaron los conflictos fronterizos con Somalia y aumentó la oposición política. Kenyatta hizo del KANU, liderado por los kĩkũyũ, prácticamente el único partido político de Kenia. Sus fuerzas de seguridad persiguieron a los disidentes y fueron acusadas de varios asesinatos de miembros de la oposición. Kenyatta fue reelegido una vez más en 1974. Falleció el 22 de agosto de 1978 en Mombasa y fue enterrado el 31 de agosto en Nairobi.
Kenyatta fue un personaje influyente y controvertido. Su muerte dejó a Kenia, una vez más, sumida en desigualdades y rivalidades étnicas. En el extranjero, su imagen entre los nacionalistas africanos se ha visto gravemente erosionada, desde la del padre de la independencia de Kenia hasta la de un déspota corrupto y cómplice de las antiguas potencias coloniales. Fue sucedido como presidente por Daniel Arap Moi.
A partir de la presencia de su apellido en las noticias (el «presidente Keniata») se generó una confusión con el gentilicio de los habitantes de Kenia. La Real Academia Española acepta también «keniata», aunque prefiere el tradicional «keniano/keniana».

## Libros
- Facing Mount Kenya  (1938).
- My people of Kikuyu and the life of Chief Wangombe (1944).
- Suffering without bitterness (1968), biografía.
- Kenya: the land of conflict (1971).
- The challenge of Uhuru: the progress of Kenya, 1968 to 1970 (1971).